# ベルシャザールの饗宴 (ウォルトン)
『ベルシャザールの饗宴』 (Belshazzar's Feast) ～バリトン独唱、混声合唱とオーケストラのためのカンタータは、イギリスの作曲家ウィリアム・ウォルトンによる作品。1931年にリーズ音楽祭において初演され、それ以来イギリスで最も人気のある合唱曲の一つとなっている。イギリス音楽史における巨大なランドマークとなったこの作品は、独学で作曲を始めた20代のウォルトンによって完成された。テクストは旧約聖書と新約聖書『ヨハネの黙示録』を基に、オズバート・シットウェルが作成した。当初、BBCに小規模の合唱曲を委嘱されて着手したが、遅筆のウォルトンが作曲に難儀している間に構想が膨らみ、現在知られるような大作に発展した。

## テクスト
ベルシャザールの饗宴についての物語は、『ダニエル書』において示されている。ユダヤ人はバビロン捕囚の憂き目にあった。バビロニア王ベルシャザールは、ユダヤ人の神器を用いて異教の神々を称え、ヤハウェを冒涜した。奇蹟が起きてベルシャザールは死に、バビロニアは崩壊し、ユダヤ人は自由を取り戻した。

## 楽曲構成
非常に大規模なアンサンブルが採られ、サクソフォーンの加わるオーケストラのほかに、オルガン、任意のピアノ、任意で2団の金管群、大編成の打楽器部門に加え、8声の混声合唱、小合唱隊、バリトン独唱が起用されている。合唱隊が全曲を通してユダヤ人民を象徴しているが、ベルシャザールの酒宴について語るときには、バビロニア人の役も演じる。
いくつかの別々の部分から成立するが、全曲は（休みなく）通して演奏される。
短い導入部に続いて、合唱とバリトン独唱が、「詩篇」第137番（バビロンの川のほとりに）にのせて、ユダヤ人の故地シオンについて歌いだす。やがて怒りをこめて、自分たちを捕虜にした相手に向けて、苦い思いを表明する。
物語が始まると、長いゼクエンツにユダヤ人の恐怖や、ベルシャザール王の?神にたいする憤懣やる方ない怒りがこめられていく。その後に仰々しい行進曲が続いて、王と廷臣たちの偶像崇拝が描かれる。この部分は、下降4音によって区切られる。この音型は繰り返されるうち、オーケストラ全体に次々と受け渡されると、ただちに特徴的な音階やシンコペーションによって、ジャズに影響された部分に突入する。
そこから、節約された管弦楽法によって謎の文字の出現とベルシャザール王の死を描く、薄気味悪い描写につながっていく。ユダヤ人民は自由を喜び合い、大都市バビロンの崩壊を嘆く声に中断されながら、歓喜の合唱を歌う。
全曲を通して、複雑なリズムと、豊かな管弦楽法が際立っている。聖書の物語を伝えるために利用されたリズム語法や和声法は、ウォルトンが興味を持っていたジャズなどのポピュラー音楽を反映している。

## 受容史と評価
当初この作品は、書法や音楽の複雑さのために「前衛的」と看做されたが、調的には常に安定していて、冒険的でない。ベルリオーズの『テ・デウム』に匹敵する吹奏楽が要求されているが、それだけの吹奏楽団を付け加えたのは、指揮者トーマス・ビーチャムの提案によるものだった。ビーチャムは年少のウォルトンに、「きみはそいつ（ベルリオーズの『テ・デウム』）を知らないだろうがね、だからってペアのブラスバンドを使わないという手があるもんかい?」と言ったのである。
「タイムズ」紙上における最初の批評を筆頭に、いくつかの評論文は、「ウォルトンはユダヤ人とバビロニア人の倫理的な違いを何ら認めていない。両方の部分の音楽が同じように祝祭的で悦楽的だからだ」と訴えた。しかしながら、ウォルトンのようなスタイルの作曲家にとって、テクストは、そのバックグラウンド以上に、より自由なアプローチで音楽表現をしようとする際の好都合な素材としての役割を担うものだった部分も大きいと考えられる。また、その違いは歌詞では明確に見出しうる。早くからのゼクエンツにおいてユダヤ人はとりわけ荒々しい言葉で復讐を誓っている。最終的な勝利は、賛美と感謝の念をもって伝えられ、「ハレルヤ、大いなるバビロンは滅べり」と唱えられる。そこに、バビロンの崩壊を嘆くバビロニア人の声が交叉するのである。なお、ヘルベルト・フォン・カラヤンは「20世紀で最も優れた合唱作品」と賞賛している。ただし、カラヤンが実演でよく取り上げたり、好んで録音したという事実はない。
本作は初演後すぐに成功を収め、現在でも演奏されている。人気の作品でありながら、世界的に頻繁に録音されているとは言いがたいものの、イギリスのオーケストラや合唱団によって、ウォルトンの自作自演を含むいくつかの秀逸な録音が出されている。